# Cateto

Em geometria, os catetos (do grego) são os dois lados menores do triângulo retângulo, sendo que o maior é a hipotenusa. A palavra "cateto" vem do grego Kathetos (ΚΑΘΗΤΟΣ, κάθετος) que significa "que cai perpendicular", pois dependendo de como visualizamos o triângulo retângulo, um de seus lados menores estará na vertical - como algo que cai. Os catetos formam o ângulo reto do triângulo. Os catetos são denominados oposto ou adjacente, de acordo com a sua posição em relação a um dado ângulo do triângulo retângulo: se o cateto está junto ao ângulo de referência, é chamado adjacente; se está oposto a este ângulo, é chamado oposto.
Chama-se assim em geometria a uma linha recta que cai perpendicularmente sobre outra. Os catetos de um triangulo retângulo são os dois lados que compreendem o angulo reto. Em óptica chama-se cateto de incidência á linha recta levada de um ponto claro e radiante perpendicularmente ao plano do espelho reflectido; cateto de reflexão, á perpendicular levada do olho, ou de um ponto qualquer de um raio reflectido sobre o plano de reflexão. Em arquitetura é a linha que se supõe atravessar a prumo o meio de um corpo cilíndrico, como uma coluna, um balaústre, a que ordinariamente se dá o nome de axe. No capitel jónico chama-se cateto á linha que cai a prumo, e passa pelo meio do olho da voluta.